# GemRB
GemRB (Game engine made with pre-Rendered Background) — это созданная с нуля свободная реализация игрового движка Infinity Engine, использующегося в ряде компьютерных ролевых игр. По сравнению с оригинальным движком реализована поддержка широких экранов, мультитача и векторных шрифтов. Также улучшена работа с мышью и клавиатурой, расширена поддержка национальных текстовых кодировок.
Помимо Microsoft Windows (который поддерживался оригинальным движком), GemRB портирован на многие другие платформы, включая Haiku, Linux, Android, Maemo, macOS и другие. GemRB позволяет запускать игры серий Baldur's Gate и Icewind Dale, а также Planescape:Torment. Поддерживается только одиночная игра — возможность игры по сети не реализована.
В GemRB реализована поддержка модификаций указанных выше игр, которые работали с оригинальным Infinity Engine. Помимо этого, многие аспекты игры в GemRB были сделаны настраиваемыми для упрощения разработки модификаций. Также реализована работа с более современными форматами двухмерной графики и звука (например PNG и Ogg) Благодаря этому появились модификации, работающие только с движком GemRB, и которые нельзя запустить с использованием оригинального Infinity Engine.
15 декабря 2010 года выпущена версия для ОС Google Android. Начиная с версии 0.6.5 поддерживается Apple iOS.